# Bloomeria
Bloomeria conhecida como  Estrela Dourada é um género botânico pertencente à família Themidaceae.